# Parc Nacional de les Zebres de Muntanya
El Parc Nacional de les Zebres de Muntanya és un parc nacional a la província del Cap Oriental de Sud-àfrica proclamat al juliol de 1937 amb el propòsit de proporcionar una reserva natural per a la Zebra de muntanya, en perill d'extinció